# Zonsverduisteringen van 1911 t/m 1920
De periode 1911 t/m 1920 bevat 24 zonsverduisteringen. Deze zijn onderverdeeld in de volgende typen:
- 6 totale
- 8 ringvormige
- 1 hybride
- 9 gedeeltelijke

## Overzicht
Onderstaand overzicht bevat alle details van deze zonsverduisteringen.
| Datum        | UTC op Max | Type         | Stijl                    | Saros nr | Magni- tude | Lengte op Max | Regio's in het gehele eclipsgebied                                                                                                 | Regio's met het eclipspad                                                           |
| ------------ | ---------- | ------------ | ------------------------ | -------- | ----------- | ------------- | --- | ----------------------------------------------------------------------------------- |
| 28 apr. 1911 | 22:27:22   | totaal       | centraal                 | 127      | 1.056       | 04m57s        | oostelijk Australië, Nieuw-Zeeland, westelijk Noord-Amerika                                                                        | centrale Grote Oceaan                                                               |
| 22 okt. 1911 | 04:13:03   | ringvormig   | centraal                 | 132      | 0.965       | 03m47s        | Azië, Indië, Australië | Rusland, China, Filipijnen, Indonesië, Nieuw Guinea                                 |
| 17 apr. 1912 | 11:34:22   | hybride      | centraal                 | 137      | 1.000       | 00m02s        | oostelijk Noord-Amerika, noordoostelijk Zuid-Amerika, noordwestelijk Afrika, Europa, Midden-Oosten                                 | Guyana, Suriname, westelijk Europa, Rusland                                         |
| 10 okt. 1912 | 13:36:14   | totaal       | centraal                 | 142      | 1.023       | 01m55s        | Zuid-Amerika, Midden-Amerika, zuidpoolgebied, zuidelijk Afrika                                                                     | Colombia, Brazilië, Ecuador, zuidelijke Atlantische Oceaan                          |
| 6 apr. 1913  | 17:33:08   | gedeeltelijk |                          | 147      | 0.424       | -             | noordwestelijke Verenigde Staten, westelijk Canada, Rusland                                                                        |                                                                                     |
| 31 aug. 1913 | 20:52:12   | gedeeltelijk |                          | 114      | 0.151       | -             | noordoostelijk Canada, Groenland                                                                                                   |                                                                                     |
| 30 sep. 1913 | 04:45:49   | gedeeltelijk |                          | 152      | 0.825       | -             | zuidpoolgebied, Madagaskar, zuidoostelijk Afrika                                                                                   |                                                                                     |
| 25 feb. 1914 | 00:13:02   | ringvormig   | centraal                 | 119      | 0.925       | 05m35s        | zuidpoolgebied, Nieuw-Zeeland | zuidpoolgebied                                                                      |
| 21 aug. 1914 | 12:34:28   | totaal       | centraal                 | 124      | 1.033       | 02m14s        | noordelijk Afrika, Europa, westelijk Azië, noordoostelijk Noord-Amerika                                                            | Canada, Groenland, Noorwegen, Zweden, Rusland, Turkije, Irak, Iran, Pakistan, India |
| 14 feb. 1915 | 04:33:21   | ringvormig   | centraal                 | 129      | 0.979       | 02m04s        | Indië, Australië, zuidpoolgebied                                                                                                   | Australië, Indonesië, Nieuw Guinea                                                  |
| 10 aug. 1915 | 22:52:25   | ringvormig   | centraal                 | 134      | 0.985       | 01m33s        | noordoostelijk Azië, centrale Grote Oceaan, Nieuw Guinea                                                                           | centrale Grote Oceaan                                                               |
| 3 feb. 1916  | 16:00:22   | totaal       | centraal                 | 139      | 1.028       | 02m36s        | Noord-Amerika, noordelijk Zuid-Amerika, noordwestelijk Afrika                                                                      | Colombia, Venezuela, centrale Atlantische Oceaan                                    |
| 30 juli 1916 | 02:06:11   | ringvormig   | centraal                 | 144      | 0.945       | 06m24s        | Indië, Australië, Nieuw-Zeeland, zuidpoolgebied                                                                                    | Australië, Tasmanië                                                                 |
| 24 dec. 1916 | 20:46:22   | gedeeltelijk |                          | 111      | 0.011       | -             | zuidpoolgebied |                                                                                     |
| 23 jan. 1917 | 07:28:31   | gedeeltelijk |                          | 149      | 0.725       | -             | noordoostelijk Afrika, Midden-Oosten, westelijk Azië, oostelijk Europa                                                             |                                                                                     |
| 19 juni 1917 | 13:16:21   | gedeeltelijk |                          | 116      | 0.473       | -             | noordelijk Noord-Amerika, noordelijk Azië, noordelijk Europa                                                                       |                                                                                     |
| 19 juli 1917 | 02:42:42   | gedeeltelijk | eerste eclips Sarosserie | 154      | 0.086       | -             | zuidpoolgebied |                                                                                     |
| 14 dec. 1917 | 09:27:20   | ringvormig   | centraal                 | 121      | 0.979       | 01m17s        | zuidpoolgebied, zuidoostelijk Zuid-Amerika, westelijk Australië                                                                    | zuidpoolgebied                                                                      |
| 8 juni 1918  | 22:07:44   | totaal       | centraal                 | 126      | 1.029       | 02m23s        | noordoostelijk Azië, Noord-Amerika, noordelijk Europa, Midden-Amerika                                                              | centrale Grote Oceaan, Verenigde Staten                                             |
| 3 dec. 1918  | 15:22:02   | ringvormig   | centraal                 | 131      | 0.938       | 07m06s        | Zuid-Amerika, zuidpoolgebied, westelijk Afrika, Midden-Amerika                                                                     | Chili, Argentinië, Uruguay, Namibië, Angola                                         |
| 29 mei 1919  | 13:08:55   | totaal       | centraal                 | 136      | 1.072       | 06m51s        | Zuid-Amerika, Midden-Amerika, Afrika                                                                                               | Chili, Peru, Bolivia, Brazilië, centraal Afrika                                     |
| 22 nov. 1919 | 15:14:12   | ringvormig   | centraal                 | 141      | 0.920       | 11m37s        | zuidelijk Noord-Amerika, oostelijk Noord-Amerika, Midden-Amerika, noordelijk Zuid-Amerika, noordwestelijk Afrika, westelijk Europa | Verenigde Staten, Cuba, Haïti, Guinea, Senegal, Mauritanië, Gambia, Mali            |
| 18 mei 1920  | 06:14:56   | gedeeltelijk |                          | 146      | 0.973       | -             | Australië, zuidpoolgebied, zuidelijke Indische Oceaan                                                                              |                                                                                     |
| 10 nov. 1920 | 15:52:15   | gedeeltelijk |                          | 151      | 0.742       | -             | noordoostelijk Noord-Amerika, noordwestelijk Afrika, westelijk Europa                                                              |                                                                                     |

### Legenda
| Kolomhoofd                         | Uitleg                                                                                                |
| ---------------------------------- | --- |
| Datum                              | Datum op het moment van het maximum van de eclips                                                     |
| UTC op Max                         | Tijd in UTC op het moment van het maximum van de eclips                                               |
| Type                               | Type van de eclips                                                                                    |
| Stijl                              | Binnen een type zijn verschillende stijlen mogelijk                                                   |
| Sarosnr                            | Het nr van de sarosreeks waartoe de eclips behoord                                                    |
| Magnitude                          | Percentage van verduistering van de middellijn van de zon op het moment van het maximum van de eclips |
| Lengte op Max                      | Tijdsduur van de eclips op de plek met het maximum                                                    |
| Regio's in het gehele eclipsgebied | Gebieden waar de eclips of een gedeelte ervan te zien is                                              |
| Landen met het eclipspad           | Landen waar de eclips totaal of ringvormig te zien is                                                 |